# ريد هيكي
ريد هيكي (بالإنجليزية: Red Hickey) هو لاعب كرة قدم أمريكية أمريكي، ولد في 14 فبراير 1917 في كلاركسفيل في الولايات المتحدة، وتوفي في 30 مارس 2006 في أبتوس ‏ في الولايات المتحدة.

## وصلات خارجية
- ريد هيكي على موقع مرجع كرة القدم المحترفة.كوم (الإنجليزية)